# 3e étape du Tour de France 1998
Pour un article plus général, voir Tour de France 1998.
La troisième étape du Tour de France a eu lieu le 14 juillet 1998 entre Roscoff et Lorient avec 169 km de course sur un parcours plat.

## Récit
Une échappée de neuf coureurs parvient à résister au peloton. Parmi eux, deux concurrents se détachent et se disputent la victoire d'étape : Jens Heppner et Xavier Jan. Plus expérimenté, l'Allemand s'impose au sprint devant le Français. Le Danois Bo Hamburger s'empare du Maillot jaune, une première pour l'équipe Casino.

## Classement de l'étape
| \| Classement de l'étape \| Classement de l'étape \| Classement de l'étape \| Classement de l'étape \| Classement de l'étape \| \| Coureur \| Coureur \| Pays \| Équipe \| Temps \| \| --------------------- \| -------------------------- \| --------------------- \| --------------------- \| --------------------- \| \| 1er \| Jens Heppner \| Allemagne \| Deutsche Telekom \| + 3 h 33 min 36 s \| \| 2e \| Xavier Jan \| France \| La Française des jeux \| + 0 s \| \| 3e \| George Hincapie \| États-Unis \| US Postal Service \| + 2 s \| \| 4e \| Bo Hamburger \| Danemark \| Casino \| + 2 s \| \| 5e \| Stuart O'Grady \| Australie \| Gan \| + 2 s \| \| 6e \| José Vicente García Acosta \| Espagne \| Banesto \| + 2 s \| \| 7e \| Pascal Hervé \| France \| Festina-Lotus \| + 2 s \| \| 8e \| Francisco Cabello \| Espagne \| Kelme-Costa Blanca \| + 2 s \| \| 9e \| Pascal Chanteur \| France \| Casino \| + 5 s \| \| 10e \| Fabrizio Guidi \| Italie \| Polti \| + 1 min 10 s \| |                            |            |                       |                   |
| |                            |            |                       |                   |
| |                            |            |                       |                   |
| Classement de l'étape |                            |            |                       |                   |
| Coureur | Coureur                    | Pays       | Équipe                | Temps             |
| 1er | Jens Heppner               | Allemagne  | Deutsche Telekom      | + 3 h 33 min 36 s |
| 2e | Xavier Jan                 | France     | La Française des jeux | + 0 s             |
| 3e | George Hincapie            | États-Unis | US Postal Service     | + 2 s             |
| 4e | Bo Hamburger               | Danemark   | Casino                | + 2 s             |
| 5e | Stuart O'Grady             | Australie  | Gan                   | + 2 s             |
| 6e | José Vicente García Acosta | Espagne    | Banesto               | + 2 s             |
| 7e | Pascal Hervé               | France     | Festina-Lotus         | + 2 s             |
| 8e | Francisco Cabello          | Espagne    | Kelme-Costa Blanca    | + 2 s             |
| 9e | Pascal Chanteur            | France     | Casino                | + 5 s             |
| 10e | Fabrizio Guidi             | Italie     | Polti                 | + 1 min 10 s      |

## Classement général
À la suite de l'étape, le classement général est dominé par les membres de l'échappée qui s'est disputé la victoire. C'est le Danois Bo Hamburger (Casino) qui s'empare du maillot jaune de leader. Il devance de deux secondes l'Américain George Hincapie (US Postal Service) et l'Australien Stuart O'Grady (Gan) de trois secondes. L'ancien leader l'Allemand Erik Zabel (Deutsche Telekom) est relégué à la dixième place à une minute et deux secondes.
| \| Classement général \| Classement général \| Classement général \| Classement général \| Classement général \| \| Coureur \| Coureur \| Pays \| Équipe \| Temps \| \| ------------------ \| -------------------------- \| ------------------ \| --------------------- \| ------------------ \| \| 1er \| Bo Hamburger \| Danemark \| Casino \| 13 h 55 min 00 s \| \| 2e \| George Hincapie \| États-Unis \| US Postal Service \| + 2 s \| \| 3e \| Stuart O'Grady \| Australie \| Gan \| + 3 s \| \| 4e \| Jens Heppner \| Allemagne \| Deutsche Telekom \| + 3 s \| \| 5e \| Xavier Jan \| France \| La Française des jeux \| + 21 s \| \| 6e \| Pascal Hervé \| France \| Festina-Lotus \| + 22 s \| \| 7e \| José Vicente García Acosta \| Espagne \| Banesto \| + 23 s \| \| 8e \| Pascal Chanteur \| France \| Casino \| + 28 s \| \| 9e \| Francisco Cabello \| Espagne \| Kelme-Costa Blanca \| + 47 s \| \| 10e \| Erik Zabel \| Allemagne \| Deutsche Telekom \| + 1 min 02 s \| |                            |            |                       |                  |
| |                            |            |                       |                  |
| |                            |            |                       |                  |
| Classement général |                            |            |                       |                  |
| Coureur | Coureur                    | Pays       | Équipe                | Temps            |
| 1er | Bo Hamburger               | Danemark   | Casino                | 13 h 55 min 00 s |
| 2e | George Hincapie            | États-Unis | US Postal Service     | + 2 s            |
| 3e | Stuart O'Grady             | Australie  | Gan                   | + 3 s            |
| 4e | Jens Heppner               | Allemagne  | Deutsche Telekom      | + 3 s            |
| 5e | Xavier Jan                 | France     | La Française des jeux | + 21 s           |
| 6e | Pascal Hervé               | France     | Festina-Lotus         | + 22 s           |
| 7e | José Vicente García Acosta | Espagne    | Banesto               | + 23 s           |
| 8e | Pascal Chanteur            | France     | Casino                | + 28 s           |
| 9e | Francisco Cabello          | Espagne    | Kelme-Costa Blanca    | + 47 s           |
| 10e | Erik Zabel                 | Allemagne  | Deutsche Telekom      | + 1 min 02 s     |

## Classements annexes
| Classement par points | Classement par points | Classement par points | Classement par points | Classement par points |
| Coureur               | Coureur               | Pays                  | Équipe                | Points                |
| --------------------- | --------------------- | --------------------- | --------------------- | --------------------- |
| 1er                   | Ján Svorada           | Tchéquie              | Mapei-Bricobi         | 71 pts                |
| 2e                    | Tom Steels            | Belgique              | Mapei-Bricobi         | 68 pts                |
| 3e                    | Erik Zabel            | Allemagne             | Deutsche Telekom      | 67 pts                |
| 4e                    | Robbie McEwen         | Australie             | Rabobank              | 56 pts                |
| 5e                    | Frédéric Moncassin    | France                | Gan                   | 53 pts                |

| Classement par points | Classement par points | Classement par points | Classement par points | Classement par points |
| Coureur               | Coureur               | Pays                  | Équipe                | Points                |
| --------------------- | --------------------- | --------------------- | --------------------- | --------------------- |
| 1er                   | Ján Svorada           | Tchéquie              | Mapei-Bricobi         | 71 pts                |
| 2e                    | Tom Steels            | Belgique              | Mapei-Bricobi         | 68 pts                |
| 3e                    | Erik Zabel            | Allemagne             | Deutsche Telekom      | 67 pts                |
| 4e                    | Robbie McEwen         | Australie             | Rabobank              | 56 pts                |
| 5e                    | Frédéric Moncassin    | France                | Gan                   | 53 pts                |

| Classement de la montagne | Classement de la montagne | Classement de la montagne | Classement de la montagne | Classement de la montagne |
| Coureur                   | Coureur                   | Pays                      | Équipe                    | Points                    |
| ------------------------- | ------------------------- | ------------------------- | ------------------------- | ------------------------- |
| 1er                       | Pascal Hervé              | France                    | Festina-Lotus             | 28 pts                    |
| 2e                        | Stefano Zanini            | Italie                    | Mapei-Bricobi             | 16 pts                    |
| 3e                        | Jens Voigt                | Allemagne                 | Gan                       | 10 pts                    |
| 4e                        | Bo Hamburger              | Danemark                  | Casino                    | 7 pts                     |
| 5e                        | Christophe Agnolutto      | France                    | Casino                    | 7 pts                     |

| Classement de la montagne | Classement de la montagne | Classement de la montagne | Classement de la montagne | Classement de la montagne |
| Coureur                   | Coureur                   | Pays                      | Équipe                    | Points                    |
| ------------------------- | ------------------------- | ------------------------- | ------------------------- | ------------------------- |
| 1er                       | Pascal Hervé              | France                    | Festina-Lotus             | 28 pts                    |
| 2e                        | Stefano Zanini            | Italie                    | Mapei-Bricobi             | 16 pts                    |
| 3e                        | Jens Voigt                | Allemagne                 | Gan                       | 10 pts                    |
| 4e                        | Bo Hamburger              | Danemark                  | Casino                    | 7 pts                     |
| 5e                        | Christophe Agnolutto      | France                    | Casino                    | 7 pts                     |

| Classement du meilleur jeune | Classement du meilleur jeune | Classement du meilleur jeune | Classement du meilleur jeune    | Classement du meilleur jeune |
| Coureur                      | Coureur                      | Pays                         | Équipe                          | Temps                        |
| ---------------------------- | ---------------------------- | ---------------------------- | ------------------------------- | ---------------------------- |
| 1er                          | George Hincapie              | États-Unis                   | US Postal Service               | 13 h 55 min 02 s             |
| 2e                           | Stuart O'Grady               | Australie                    | Gan                             | + 1 s                        |
| 3e                           | Jan Ullrich                  | Allemagne                    | Deutsche Telekom                | + 1 min 09 s                 |
| 4e                           | Nicolas Jalabert             | France                       | Cofidis-Le Crédit par Téléphone | + 1 min 16 s                 |
| 5e                           | Giuseppe Di Grande           | Italie                       | Mapei-Bricobi                   | + 1 min 17 s                 |

| Classement du meilleur jeune | Classement du meilleur jeune | Classement du meilleur jeune | Classement du meilleur jeune    | Classement du meilleur jeune |
| Coureur                      | Coureur                      | Pays                         | Équipe                          | Temps                        |
| ---------------------------- | ---------------------------- | ---------------------------- | ------------------------------- | ---------------------------- |
| 1er                          | George Hincapie              | États-Unis                   | US Postal Service               | 13 h 55 min 02 s             |
| 2e                           | Stuart O'Grady               | Australie                    | Gan                             | + 1 s                        |
| 3e                           | Jan Ullrich                  | Allemagne                    | Deutsche Telekom                | + 1 min 09 s                 |
| 4e                           | Nicolas Jalabert             | France                       | Cofidis-Le Crédit par Téléphone | + 1 min 16 s                 |
| 5e                           | Giuseppe Di Grande           | Italie                       | Mapei-Bricobi                   | + 1 min 17 s                 |

| Classement par équipes | Classement par équipes | Classement par équipes | Classement par équipes |
| Équipe                 | Équipe                 | Pays                   | Temps                  |
| ---------------------- | ---------------------- | ---------------------- | ---------------------- |
| 1re                    | Casino                 | France                 | 41 h 46 min 59 s       |
| 2e                     | Festina-Lotus          | France                 | + 32 s                 |
| 3e                     | Gan                    | France                 | + 39 s                 |
| 4e                     | Deutsche Telekom       | Allemagne              | + 48 s                 |
| 5e                     | US Postal Service      | États-Unis             | + 49 s                 |

| Classement par équipes | Classement par équipes | Classement par équipes | Classement par équipes |
| Équipe                 | Équipe                 | Pays                   | Temps                  |
| ---------------------- | ---------------------- | ---------------------- | ---------------------- |
| 1re                    | Casino                 | France                 | 41 h 46 min 59 s       |
| 2e                     | Festina-Lotus          | France                 | + 32 s                 |
| 3e                     | Gan                    | France                 | + 39 s                 |
| 4e                     | Deutsche Telekom       | Allemagne              | + 48 s                 |
| 5e                     | US Postal Service      | États-Unis             | + 49 s                 |

## Abandons
aucun